# Zioniter
Zioniter eller zionitter er navnet på to historiske pietistiske religionssamfund i Tyskland og Norge.

## Tyskland
Zioniterne i Tyskland (også kaldet Ronsdorf-Sekten) blev oprettet i 1720'erne i Elberfeld, Nordrhein-Westfalen. Gruppen blev stiftet af Elias Eller. De tyske zioniter lagde stor vægt på umiddelbare syner og åbenbaringer. I 1737 købte Eller en gård i Ronsdorf og etablerede her en zionitisk koloni efter forbillede i israelitterne. Efter Ellers død vendte menigheden tilbage til den reformerte kirke.

## Norden
Zioniterne i Norge etablerede sig som menighed under navnet Det nye Zion i 1742 i Drammen i Norge. Initiativtager til menigheden var danskeren Søren Jensen Bølle. Menigheden var inspireret såvel af herrnhuterne som radikale pietistiske kredse i Tyskland herunder zioniterne (Ronsdorf-Sekten), tunkerne og inspirerederne. De nordiske zioniter praktiserede voksendåb og afviste kirkelige vielser og begravelser. Nadveren opfattede de som en ren symbolsk handling.  
Vækkelsen spredte sig fra Drammen også til til Asker og Kongsberg og andre steder i Østlandet. Søren Jensen Bølle, Johannes Halvorsen, Niels Marcussen og Jørgen Kleinow blev fængslet og anklaget for at have forbrudt sig mod forbuddet mod at afholde gudelige forsamlinger og skabe gudelige fællesskaber uden for statskirken. De fik en forvisningsdom i juni 1743 og valgte at bosætte sig i Altona. I sommeren 1744 emigrerede en gruppe på 48 norske zionitter til Altona. Efter et par år gik gruppe i opløsning. En del vendte tilbage til Norge i 1747, mens andre sluttede sig til mennonitterne i Altona. 